# Algebraïsche topologie
In de wiskunde vormt de algebraïsche topologie een onderdeel van de topologie waarin technieken uit de algebra gebruikt worden om topologische onderwerpen te bestuderen. Omgekeerd worden topologische technieken gebruikt om resultaten uit de algebra te bewijzen.

## Algebraïsche invarianten
Men gaat vaak als volgt te werk. Veronderstel dat we een methode hebben om aan een gegeven topologische ruimte X een algebraïsch object A(X) te koppelen. Dit object kan bijvoorbeeld een groep, een vectorruimte, een ring of nog iets anders zijn. Indien dit object de topologische eigenschappen van X moet beschrijven, is het redelijk te eisen dat een homeomorfe kopie X0 van X een object A(X0) oplevert dat isomorf is met A(X). Concreet betekent dit dat onze associatie invariant is onder homeomorfismen van topologische ruimten en we hebben dus te maken met algebraïsche invarianten.
Bovendien willen we dat deze associatie zich goed gedraagt ten opzichte van allerlei natuurlijke topologische bewerkingen zoals inclusie en beperking. Dit brengt ons dan bij de taal van de categorietheorie.

## Voorbeelden
Zij X een topologische ruimte.
- Het aantal elementen van X definieert een algebraïsche invariant. Twee homeomorfe ruimten hebben evenveel elementen. Maar omgekeerd hoeven twee ruimten met evenveel elementen niet homeomorf te zijn.

- De fundamentaalgroep voor boogsamenhangende (padsamenhangende) ruimten beschrijft de gaatjes in die ruimte (op een precieze manier) in termen van een groep en ze geeft een algebraïsche invariant.

- De homotopiegroepen vormen een veralgemening van de fundamentaalgroep van hierboven. De nulde homotopiegroep beschrijft de samenhang van de ruimte terwijl de hogere homotopiegroepen gaatjes van hogere dimensie beschrijven. (Voor precieze formuleringen, zie de definities.)

- Allerlei homologie- en cohomologietheorieën geven algebraïsche invarianten. Onder redelijke condities op de topologische ruimten geven ze dezelfde resultaten. Voor exacte verwoordingen, zie de respectievelijke artikelen. Zo is er bijvoorbeeld de 'singuliere homologie', de 'de Rham cohomologie', enz...

- De theorie van de CW-complexen, Betti-getallen en de Euler-Poincaré-karakteristiek worden ook tot de algebraïsche topologie gerekend.

## Methode
De algebraïsche invarianten worden gebruikt om eigenschappen van de ruimte te weerspiegelen. Deze eigenschappen geven al snel verrassende resultaten. Hieronder zijn de meest bekende vermeld,
- De stelling van Borsuk-Ulam en haar elementaire corollaria:
  - De aarde kan niet in kaart worden gebracht.
  - Op elk moment is er ergens op aarde een plaats met dezelfde temperatuur en luchtdruk als bij de tegenvoeters.
  - De broodje-ham-stelling: voor elke drie deelverzamelingen met eindig volume van de driedimensionale euclidische ruimte bestaat er een vlak dat elke deelverzameling afzonderlijk in twee even grote delen snijdt.
- De egeltjesstelling: Een opgerolde egel kan niet worden platgekamd, er staat altijd minstens een stekel rechtop.
- De dekpuntstelling van Brouwer: elke continue transformatie van de schijf heeft een vast punt.

Omgekeerd hebben we het volgende algebraïsche resultaat,
- De deelgroepen van een vrije groep zijn zelf weer vrij.

Dit wordt bewezen aan de hand van grafen en hun overdekkingsruimten. Merkwaardig genoeg is dit topologische bewijs (van een algebraïsch resultaat) veel eenvoudiger dan de meeste bekende algebraïsche bewijzen.